# Dzerjinski
Dzerjinski - Дзержинский (rus) és una ciutat de l'óblast de Moscou, a Rússia. El 2021 tena 52.797 habitants. Es troba a la vora del riu Moskvà, al sud-est de Moscou.

## Història
La història de la vila està estretament lligada a la del monestir de Nikolo-Ugrekh, situat al centre de la vila. El monestir fou fundat el 1380 per ordre de Demetri I i anomenat així en honor de Sant Nicolau, que, segons la llegenda, el príncep havia vist en un somni quan preparava una llarga campanya contra les hordes mamai.
Als anys 1920 el monestir fou transformat en un camp de treball per als nens del carrer per Fèliks Dzerjinski. El 1921 el camp cresqué i ocupà zones fora del monestir. L'aglomeració acabà per rebre l'estatus de possiólok el 1938, quan es dissolgué el camp. Dzerjinski rebé l'estatus de ciutat finalment el 1981.
El monestir de Sant Nicolau fou tornat a l'Església Ortodoxa Russa el 1991, però sense l'edifici més antic del complex, la Catedral de Sant Nicolau, del segle xvi, i destruïda durant l'època soviètica el 1940.